# Survivor (groupe)
Pour les articles homonymes, voir Survivor.
 (décembre 2015).
Si vous disposez d'ouvrages ou d'articles de référence ou si vous connaissez des sites web de qualité traitant du thème abordé ici, merci de compléter l'article en donnant les références utiles à sa vérifiabilité et en les liant à la section « Notes et références ».
Survivor est un groupe de hard rock américain, originaire de Chicago, dans l'Illinois. Formé en 1977, il est particulièrement célèbre dans les années 1980 durant lesquelles sont sortis deux tubes : Eye of the Tiger (extrait de la BOF de Rocky 3, l'œil du tigre), et Burning Heart (extrait de la BOF de Rocky 4).

## Biographie

### Débuts
Frankie Sullivan, Jim Peterik, Dave Bickler, Dennis Johnson et Gary Smith forment leur groupe Survivor durant l'hiver 1977 à Chicago. À la fin de l'année 1978, Survivor signe un contrat d'enregistrement avec le label Scotti Bros Records. Avec l'appui de John Kolodner, alors dirigeant du label Atlantic Records, le groupe entre en studio pour finaliser son premier album éponyme. Cet enregistrement, réalisé en 1980 avec le single Somewhere in America, rapporte aux membres du groupe une légion loyale de fans.
Huit mois plus tard, Survivor rentre de nouveau en studio pour élaborer l'opus Premonition : c'est l'arrivée du batteur Marc Droubay et du bassiste Stephen Ellis, en remplacement de Dennis Johnson et Gary Smith.

### Eye of the Tiger
En 1982, Survivor affirme son talent : Sylvester Stallone propose au groupe de composer une bande originale pour son film Rocky 3, l'œil du tigre. Eye of the Tiger est considéré comme un hit du rock. Sept semaines en numéro un dans les hit-parades américains, un trophée aux Oscars, huit mois de tournées à travers le pays.
De nouveau en studio en 1983, Survivor signe son dernier album en compagnie de Dave Bickler : Caught in the Game, mais loin d'égaler son aîné il sombre dans l'oubli.
Après un enchaînement d'essais single, le groupe décide d'intégrer un nouveau membre chanteur : Jimi Jamison, ex-Target et Cobra. Ensemble, ils composent le disque Vital Signs où le synthé va prendre une place prépondérante. L'AOR s'impose, le hard-rock des débuts s'efface. Ayant de nouveau le vent en poupe, ils obtiennent un score admirable avec les titres I can't hold back (top dix des charts Pop-AOR américaines, premier des charts Rock), High on You et The Search is Over. Les dix mois suivants sont l'occasion de réaliser des tournées aux États-Unis et à l'étranger, de produire aussi la bande originale de Rocky 4, Burning Heart.

### Activités continues
1986, When Seconds Count s'inscrit comme le sixième album de Survivor : encore un succès avec Is This Love, positionné numéro neuf aux charts.
S'ensuit le septième Too Hot to Sleep en 1988 avec le trio Jamison-Sullivan-Peterik. C'est aussi le dernier opus du Survivor avant 18 ans.
En 2006, les Américains font leur retour avec Reach : un album, qui selon Frankie Sullivan, reflète plus un « one-band-project » qu'une suite évidente de Survivor. Jamison au chant, aux côtés de Frankie (même s'il manifeste plus de présence avec sa guitare), et Marc Droubay de retour aux fûts font revivre Survivor en compagnie de Chris Grove et Barry Dunaway, le temps d'un album. Reach signe la fin de la période bénie de Jimi Jamison, et l'intégration de Robin McAuley.

### Retour et mort de Jamison

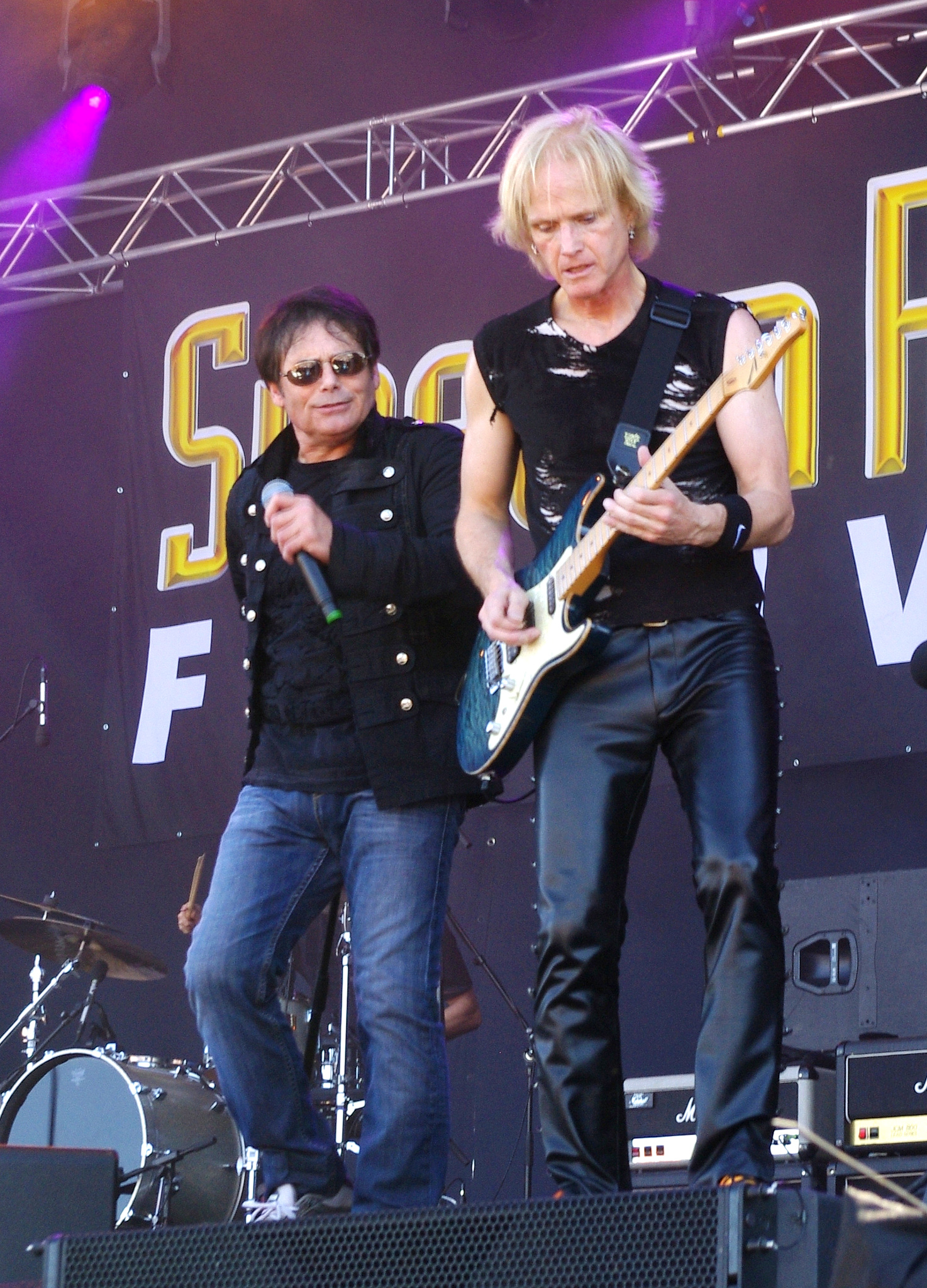
Jimi Jamison et Frankie Sullivan au Sweden Rock Festival en 2013.

Le 15 novembre 2011, Jimi Jamison annonce son retour dans Survivor. En 2013, des sources fiables annoncent que le guitariste Frankie Sullivan a réussi à réunir les membres de Survivor au complet avec Dave Bickler, le groupe ayant prévu de rallier ses deux chanteurs connus, Dave Bickler et Jimi Jamison pour effectuer une tournée et se réunir en studio.
En 2014, le fils de Frankie, Ryan, prend la place de Droubay sur la batterie, obligé de quitter le groupe pour raisons de santé. Le 31 août 2014, Jamison meurt des suites d'une crise cardiaque dans sa résidence à Memphis, dans le Tennessee, à l'âge de 63 ans. Jamison a donné son dernier spectacle la veille de sa mort soit le 30 août 2014 à Morgan Hill, en Californie, au concert bénéfice CANcert durant le « ARTTEC Summer Concert Series ». Le concert servait à collecter des fonds pour des associations à but non lucratif soutenant les patients atteints d'un cancer. Le concert de Survivor durait 58 minutes et on pouvait y entendre Feels Like Love, Broken Promises, Take You on a Saturday, High on You, Rockin' into the Night, The Search Is Over, Rebel Girl, I Can't Hold Back, Burning Heart, Poor Man's Son, It's the Singer Not the Song et Eye of the Tiger.
En novembre 2014, le Classic Rock Magazine révèle la cause de la mort de Jaminson : « Le coroner du comté de Shelby confirme que Jamison est mort d'une crise cardiaque mais le rapport cite que cette crise cardiaque est causée par une hémorragie cérébrale, une intoxication aiguë à la méthamphétamine ayant contribué à la mort. Cette mort est accidentelle. »
En septembre 2015, Survivor joue à Nashville avec un nouveau chanteur de 21 ans, Cameron Barton, aux côtés de Dave Bickler. En mars 2016, Bickler est de nouveau renvoyé du groupe.

## Membres

### Membres actuels
- Cameron Barton – chant (depuis 2015)
- Frankie Sullivan – guitare (1978–1989, depuis 1993)
- Billy Ozzello – basse (1995–1996, 1999–2003, depuis 2006 - mars 2019)
- Jeffrey Bryan – clavier, guitare, chant (depuis 2018)
- Ryan Sullivan – batterie (depuis 2014)

### Anciens membres
- Jim Peterik – claviers, guitare rythmique, chœurs  (1978–1988, 1993–1996)
- Dave Bickler – chant (1978–1983, 1993–2000, 2013–2016)
- Dennis Keith Johnson – basse (1978–1981)
- Gary Smith – batterie (1978–1981)
- Marc Droubay – batterie (1981–1987, 1996–2014)
- Stephan Ellis – basse, chœurs (1981–1987, 1996–1999, -2005)
- Dicky Lincon
- Jimi Jamison – chant (1984-1989, 2000-2006, 2011-2014, décédé en 2014)
- Bill Syniar – basse (1988, 1993-1994)
- Mickey Curry – batterie (1988)
- Kyle Woodring – batterie (1988, 1993–1996, décédé en 2009)
- Klem Hayes – basse (1994-1995)
- Randy Riley – basse (1995, 2003–2005)
- Chris Grove – claviers, chœurs (1996–2008), guitare rythmique (1996–2006)
- Gordon Patriarca – basse (1999)
- Barry Dunaway – basse (2005–2006)
- Robin McAuley – chant, guitare rythmique (2006–2011)
- Michael Young – claviers, chœurs (2008–2010)
- Mitchell Sigman – claviers, chœurs (2010–2011)
- Rocko Reedy – basse (-1987)
- Dave Carl – guitare rythmique, guitare solo (-1993)
- Walter Tolentino – claviers, guitare rythmique, chœurs (2011-2017)

## Discographie

### Albums studio
- 1979 : Survivor
- 1981 : Premonition
- 1982 : Eye of the Tiger
- 1983 : Caught in the Game
- 1984 : Vital Signs
- 1986 : When Seconds Count
- 1988 : Too Hot to Sleep
- 1999 : Empires (Jimi Jamison's Survivor)
- 2006 : Reach
- Extended Versions: The Encore Collection, enregistré en concert au Japon en 1985

### Compilations
- 1993 : Greatest Hits
- 1998 : Prime Cuts: Classics Tracks
- 2000 : Survivor Special Selection
- 2001 : Fire in Your Eyes: Greatest Hits
- 2004 : Ultimate Survivor
- 2004 : Extended versions
- 2006 : The Best of Survivor
- 2009 : Playlist : The Very Best of Survivor

### Albums live
- 1985 : Live In Tokyo
- 2012 : Live In Las Vegas